# Спорышевское нефтяное месторождение
Спорышевское нефтяное месторождение — месторождение нефти в Пуровском районе Ямало-Ненецкого автономного округа, расположено в 15 км к северу от города Ноябрьск.

## Основные сведения
Недропользователем является ОАО «Газпромнефть-Ноябрьскнефтегаз». Лицензия на разработку и эксплуатацию выдана 11 февраля 1997 года, срок окончания действия лицензии — 31 декабря 2047 года. Месторождение полностью обустроено и имеет необходимую промышленную инфраструктуру.
Месторождение открыто в 1993 году, введено в разработку в 1996 году.
Первооткрывательницей месторождения явилась скважина № 665, пробурённая в 1993 г. При испытании получены промышленные притоки нефти с водой (дебит нефти из пласта БС11 составил 5,1 м³/сут, воды — 69,9 м³/сут; из пласта БС101 дебит нефти — 4,5 м³/сут, воды — 17,9 м³/сут; из пласта БС100 — получили фонтан безводной нефти с незначительным содержанием газа, дебит нефти составил 73,13 м³/сут, газа −2,67 тыс.м³/сут).
Энергоснабжение месторождения осуществляется местными энергоустановками от Сургутской ГРЭС, а также от линии электропередачи Тюмень-Сургут-Нижневартовск. Вид связи — радиосвязь и сотовая связь. Основными видами транспорта, с помощью которых доставляются грузы на буровые, являются автомобильный и воздушный. Грунтовыми и бетонными дорогами месторождение связано с г. Ноябрьск и ближайшими нефтяными месторождениями. Для обеспечения хозяйственно-питьевого и технического водоснабжения объектов Спорышевского месторождения используют подземные воды четвертичных отложений.

## Геологическая информация
Спорышевское нефтяное месторождение приурочено к Ноябрьскому крупному куполу III порядка, расположенному в зоне Северо-Нижневартовской моноклинали, которая является структурой Центральной мегатеррасы. Для неё характерно унаследованное развитие поднятий и выполаживание структуры вверх по разрезу. Продуктивная часть осадочной толщи Спорышевского месторождения представлена многопластовым песчаным интервалом, состоящим из 27 продуктивных объектов (ПК15, ПК161, ПК162, ПК19, ПК20, АС4, АС6, АС7, АС8, АС9, АС12, БС10, БС1, БС2, БС3, БС4, БС5, БС6, БС70, БС71, БС72, БС80, БС8, БС100, БС101, БС102, БС11 и ЮС1).
Продуктивные пласты представлены песчаниками, сильно расчленены по разрезу, но достаточно хорошо выдержаны по площади и имеют обширные законтурные области питания, в основном подстилаются водой. Основные по запасам залежи приурочены к пластам группы ПК, АС4, АС6, БС6, БС72, БС100, БС101 и БС11.
Коллекторские свойства продуктивных пластов изучены по данным исследования керна, ГИС и ГДИ. На дату составления технологической схемы 2005 г. было пробурено 367 скважин (с учётом поисково-разведочных, пилотных и повторных стволов — 484). В последующие годы количество скважин увеличилось до 386 (518), что позволило уточнить геометрию залежей продуктивных пластов. Месторождение разбурено неравномерно и имеются требующие доразведки участки на юрских и нижнемеловых отложениях. Поисково-разведочное бурение после 2004 г. не проводили. Керн в 2004—2007 гг. не отбирали.
С начала разработки на 1.01.2008 г. на месторождении проведены промыслово-геофизические исследования — 659 в 271 скважине по пластам ПК16, ПК19, ПК20, АС4, АС6, АС12, БС1, БС2, БС6, БС7, БС8, БС10, БС11 и ЮС1. Исследования проводили с целью определения профиля притока и характера отдаваемой жидкости, профиля приёмистости, технического состояния эксплуатационной колонны и заколонного пространства, источников обводнения продукции. В 2004—2008 гг. выполнено 349 промыслово-геофизических исследований в 171 скважине.
Степень освещённости пластов разными видами гидродинамических исследований высокая — количество ГДИ за весь период разработки составило более 300 в 145 скважинах, за 2004—2007 гг. — 174 в 105 скважинах. 7 добывающих скважин оборудованы установками «Гранат», позволяющими в процессе эксплуатации вести запись давления, температуры и дебита на различных режимах фильтрации.

## Свойства нефтей
Нефти пластов средней плотности, от малосернистых до сернистых, средней вязкости, парафинистые с невысоким газовым фактором, начальное пластовое давление близко к гидростатическому, разница между пластовым давлением и давлением насыщения — значительна. За весь период разработки отобрано 146 глубинных и 63 поверхностные пробы, за 2004—2007 гг. — 30 и 5, соответственно.

## Запасы нефти и растворённого газа
Запасы нефти и растворённого газа Спорышевского месторождения в ГКЗ утверждались один раз в 2000 г (протокол № 566 от 29.03. 2000 г.). Подсчёт был выполнен ЗапСибГеоНАЦ по состоянию изученности на 1.01.1999 г.. На дату подсчёта пробурено 30 поисково-разведочных и 58 эксплуатационных скважин. Нефтеносность рассматривалась в 19 продуктивных пластах (от ПК16 до БС11). Утверждены запасы нефти (геологические/извлекаемые): категории В+С1 — 113/37,5 млн т, категории С2 — 41,4/12,0 млн т. По мере разбуривания неоднократно проводили оперативные пересчёты. На дату составления последнего проектного документа (2005 г.) на Государственном балансе РФ числились запасы по 23 объектам (ПК16, ПК19, ПК20, АС4, АС6, АС7, АС9, АС12, БС10, БС1, БС2+3, БС4, БС5, БС6, БС70, БС71, БС72, БС80, БС100, БС101, БС102, БС11 и ЮС1).
За период 2004—2007 гг. в результате дальнейшего эксплуатационного разбуривания запасы нефти и растворённого газа в оперативном порядке были уточнены. Дополнительно выделено три продуктивных объекта ПК15, АС8 и БС8. Пласт ПК16 разделён на два пласта ПК161 и ПК162. На 01.01.2007 г. на Госбалансе числятся запасы по 27 продуктивным пластам (геологические/извлекаемые): по категориям В+С1 — 151,7/54,6 млн т., по категории С2 — 12,1/3,3 млн т.